# Anke Schönfelder
Anke Schönfelder (* 2. Oktober 1975 in Berlin) ist eine ehemalige deutsche Kunstturnerin.

## Leben
Schönfelder wuchs in der DDR auf und wurde dort 1989 letzte Juniorenmeisterin, bei den Senioren wurde sie außer Konkurrenz Dritte. 1990 nahm sie an den Europameisterschaften in Athen teil und landete im Mehrkampf auf Platz 41. Nach der Wiedervereinigung wurde sie 1991 die erste gesamtdeutsche Meisterin im Mehrkampf und in ihrer Paradedisziplin, dem Schwebebalken. Bei den anschließenden Weltmeisterschaften in Indianapolis wurde sie mit dem deutschen Team Zehnte.
1992 gewann Schönfelder bei den Deutschen Meisterschaften Silber im Mehrkampf und am Schwebebalken und nahm an den Europameisterschaften in Nantes teil, wo sie im Achtkampf Platz 40 erreichte. Der Höhepunkt des Jahres waren aber die Olympischen Spiele in Barcelona, wo sie mit der deutschen Mannschaft Neunte wurde. Danach hatte sie durch zwei Handoperationen eine längere Pause.
Ihr Comeback hatte sie 1994. Bei den Deutschen Meisterschaften, die im Rahmen des Deutschen Turnfests in Hamburg stattfanden, erreichte sie am Schwebebalken und am Boden den dritten Platz. Die Weltmeisterschaften waren in diesem Jahr in Deutschland in Dortmund. Dort landete sie mit der deutschen Riege auf Rang 13. Nach der DTB-Turn-Gala in Stuttgart beendete sie Ende des Jahres ihre Karriere. Mitte der 90er Jahre wurde sie zu einer Zeugenaussage im Rahmen von Dopingermittlungen aufgefordert. Dadurch erfuhr sie aus den alten DDR-Akten, dass sie als Dreizehnjährige gedopt worden war.
Nach ihrer Turnlaufbahn ging Schönfelder 1995 zum Alba Berlin Danceteam und war bis 2010 leitende Trainerin. Dazwischen war sie von 1997 bis 1999 je ein Jahr Turn-Nationaltrainerin in Südafrika und Namibia. Außerdem studierte sie Psycholinguistik und Afrikanistik.
Während des Lockdowns im Frühjahr 2020 erstellte sie, unterstützt von RBB Radio Eins, unter den Titel Der schöne Sport Trainingseinheiten, die über YouTube veröffentlicht wurden. Weitere Workout-Videos wurden vom RBB Fernsehen im Studio 14 gedreht. Anfang 2021 produzierte das ZDF für das Morgenmagazin das „Fitmacher Heimspiel“ mit Anke Schönfelder.